# Chad Chenouga

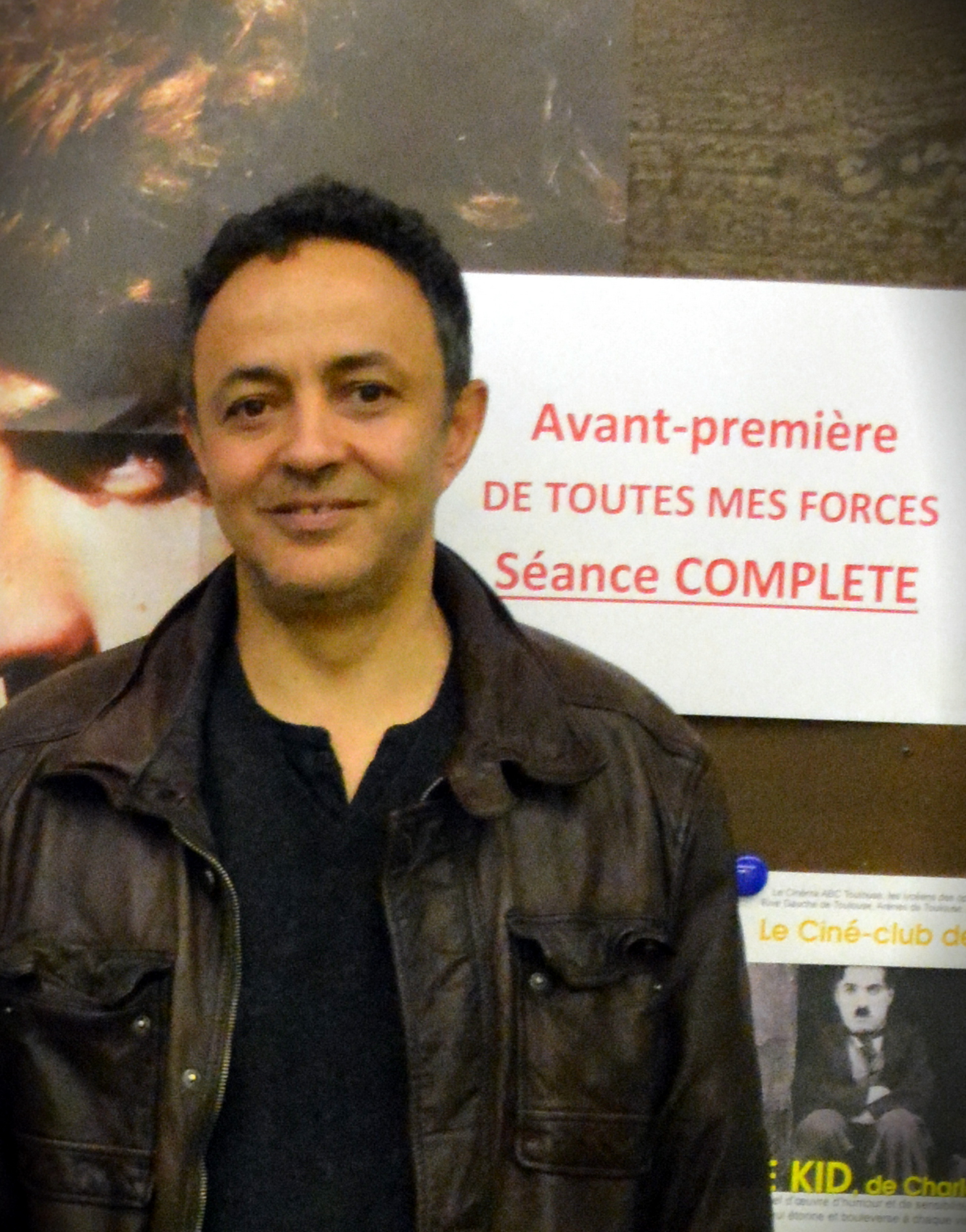
Chad Chenouga 2017

Chad Chenouga (* 11. Mai 1962 in Paris) ist ein französischer Filmschauspieler und Filmregisseur.

## Leben
Chenouga wurde als Kind algerischer Eltern in Paris geboren und wuchs bei seiner Mutter auf. Sie verriet ihm nie die Identität seines Vaters. Seine Mutter starb, als Chenouga im Jugendalter war; er kam in ein Kinderheim, bis er volljährig war. Chenouga beendete die Schule mit dem Baccalauréat und studierte zunächst in Paris Politikwissenschaften. Anschließend nahm er Schauspielunterricht an der Schauspielschule Cours Florent, wo er später auch als Lehrer tätig war. Zudem gab er Schauspielworkshops in Kinderheimen und Gefängnissen.
Chenouga war zunächst als Schauspieler tätig und unter anderem in Bertrand Bliers Eins, zwei, drei Sonne (1993) und Yves Roberts Montparnasse-Pondichéry zu sehen. Häufig übernahm er Rollen in Fernsehproduktionen und spielte in mehreren Folgen der Serien Avocats & associés (1998/99) und La vie devant nous (2002). Im Jahr 1993 gab Chenouga mit dem Kurzfilm Poison rouge sein Regiedebüt. Der Film lief unter anderem auf dem Festival du Court-Métrage de Clermont-Ferrand. Weitere Kurzfilme folgten, darunter 1998 sein vierter Kurzfilm Rue Bleue, in dem sich Chenouga erstmals mit seiner Vergangenheit und der komplexen Beziehung zu seiner Mutter auseinandersetzte. Der Kurzfilm beschäftigt sich mit dem 11-jährigen Ali, der sich um seine tablettenabhängige Mutter kümmern muss, die auf Entzug ist. Rue Bleue lief 1998 im Rahmen der Quinzaine des réalisateurs auf den Internationalen Filmfestspielen von Cannes und wurde 2000 für einen César in der Kategorie Bester Kurzfilm nominiert. Den autobiografischen Ansatz von Rue Bleue verfolgte Chenouga in seinem in Schwarz-Weiß gedrehten Langfilmregiedebüt Blaue Straße, Nr. 17 konsequent weiter und porträtierte darin eine tablettenabhängige Mutter, die nach dem Tod ihres Liebhabers mit ihrem ältesten Sohn Chad zusammenlebt. „17 rue Bleue erzählt die Geschichte meiner Kindheit“, so Chenouga. Sein Bestreben, in zukünftigen Werken ebenfalls autobiografische Elemente zu verwenden, wurde auch in Chenougas Spielfilm De toutes mes forces aus dem Jahr 2017 deutlich, in dem der junge Nassim vor seinen Mitschülern verschweigt, dass er gerade seine Mutter verloren hat und in ein Kinderheim ziehen musste.
Im Jahr 2010 veröffentlichte Chenouga sein Theaterstück La niaque, das er im Folgejahr am Théâtre Nanterre-Amandiers auch inszenierte.

## Filmografie (Auswahl)

### Als Schauspieler
- 1990: Kommissar Navarro (Navarro, Fernsehserie, 1 Folge)
- 1993: Eins, zwei, drei, Sonne (Un, deux, trois, soleil)
- 1994: Montparnasse-Pondichéry
- 1995: En mai, fais ce qu’il te plaît
- 1998–1999: Avocats & associés (TV-Serie, fünf Folgen)
- 2002: La vie devant nous (TV-Serie, 23 Folgen)
- 2003: Comme si de rien n’était
- 2003: Le bison (et sa voisine Dorine)
- 2007: Ein mutiger Weg (A Mighty Heart)
- 2007: Der fliegende Händler (Le fils de l’épicier)
- 2008: Terre de lumière (TV-Mehrteiler)
- 2009: Serie in Schwarz – Nur DJs gibt man den Gnadenschuss (Suite noire – On achève bien les disc-jockeys) (TV-Reihe)[12]
- 2016: Dieumerci!

### Als Regisseur
- 1994: Poison rouge (Kurzfilm)
- 1996: Batata (Kurzfilm)
- 1998: L’attache (Kurzfilm)
- 1998: Rue Bleue (Kurzfilm)
- 2001: Blaue Straße, Nr. 17 (17 rue Bleue)
- 2009: Ich hab’ Plastic Bertrand entführt (J’ai kidnappé Plastic Bertrand) (Kurzfilm)
- 2010: On bosse ici! On vit ici! On reste ici!
- 2017: De toutes mes forces

## Auszeichnungen
- 1998: Prix Kodak und Gras Savoye Award, Internationale Filmfestspiele von Cannes, für Rue Bleue
- 2000: Nominierung César, Bester Kurzfilm, für Rue Bleue
- 2001: Prix Emile Cantillon der Jugendjury, Festival International du Film Francophone de Namur, für Blaue Straße, Nr. 17